# Bernabé Piedrabuena (obispo)
Bernabé Piedrabuena (San Miguel de Tucumán, 10 de noviembre de 1863-San Miguel de Tucumán, 11 de junio de 1942) fue un religioso argentino, Obispo de la Diócesis de San Miguel de Tucumán.

## Biografía

### Primeros años y formación
Hijo de Bernabé Piedrabuena, militar y político y de Ángela Mariño, era nieto de Bernabé Piedrabuena, gobernador de Tucumán en la época de Rosas.
Fue bautizado en la Iglesia Matriz de Tucumán. Donde hoy se encuentra el Colegio del Huerto, estuvo la casa de su primera maestra, Luisa.
Después ingresó al Colegio de Santo Domingo, donde siguió sus estudios. A los 9 años hizo su Primera Comunión.
- 30 de agosto de 1874: ingresa como seminarista becado por Tucumán al Seminario de San Buenaventura en Salta. Contaba sólo con 10 años de edad.
- Junio de 1879: recibe la admisión al estado clerical con 16 años de edad.

### Vida religiosa
- 17 de agosto de 1880: recibe las cuatro órdenes menores.
- 1882: es llamado a ocupar el cargo de profesor en el seminario una excepción, pues no era ordenado.
- 1884: queda constituido en forma fija en el plantel de profesores del Seminario. Recibe el título desde Buenos Aires de Cooperador Salesiano, el primero del norte argentino.
- 30 de mayo de 1886: recibe de manos de Monseñor Aneiro, en Bs.As. su ordenación sacerdotal, tenía solamente 22 años de edad.
- El 6 de junio del mismo año celebra su primera Misa en Tucumán en Santo Domingo.
- 1887: se desata en Salta el cólera, se constituye en el Seminario un Lazareto, donde Piedrabuena se constituye en capellán para socorrer a los enfermos. Se lo nombra prefecto de estudios en el Seminario.

- Junio de 1889: por iniciativa del sacerdote Piedrabuena se consagra toda la Diócesis y las familias al Sagrado Corazón de Jesús, la primera de esta índole en la República Argentina.

- 2 de marzo de 1891: es nombrado Vicerrector del Seminario.
- 2 de agosto de 1892: se lo eleva al cargo de Rector.
- 23 de julio de 1896: se lo nombra Visitador Eclesiástico de Tucumán.
- 1 de mayo de 1898: renuncia al cargo de Rector para trasladarse a Tucumán y ponerse al servicio del primer obispo de la Diócesis, sin saber quién era.
- 16 de mayo: es nombrado por decreto de Monseñor Padilla, obispo de Tucumán y ex Rector del Seminario de Salta, el sacerdote Piedrabuena Secretario de Cámara y Gobierno del Obispado. Colaborador en la organización de la Diócesis.
- 1 de junio de 1900: es designado párroco de la Parroquia la Victoria.
- 25 de octubre de 1902: es nombrado vicario general.
- 18 de noviembre: por decreto queda constituido organizador y presidente del Primer Sínodo Diocesano. En el mismo año trae e instala en la provincia a los Padres Misioneros del Corazón de María.
- 1904: es nombrado director de la Pía Unión de Hijas de la Inmaculada Concepción. En el mismo año colabora en la creación de la Asociación de Madres Cristianas.
- 1905: la tercera orden de San Francisco lo designa Ministro.
- 1906: el gobierno de la provincia le da el cargo de Vocal del Consejo General de Educación. Dirige las conferencias Vicentinas de la Catedral. Asume la dirección del Apostolado de la Oración.

## Episcopado
- 31 de mayo de 1908: Bernabé es consagrado obispo en la Iglesia Catedral. La primera que se hace en Tucumán. Asume como obispo auxiliar.
- 22 de junio se lo nombra Visitador Canónico de la ciudad y provincia de Catamarca.
- 30 de abril de 1911: toma posesión de la Diócesis y poco después emprende su visita pastoral. Introduce las conferencias de Moral y Liturgia para el clero. Escribe varios autos y un cuadernillo para los párrocos.

- 5 de mayo de 1916: empiezan los festejos preliminares de los 25º Aniversario de la Coronación de María. Se bendice las obras realizadas en el Templo y entre ellas, el nuevo Camarín de María.

- 11 de junio de 1923: (día de San Bernabé) por medio de una Bula Monseñor Piedrabuena queda desligado de la Diócesis de Catamarca y constituido obispo de Tucumán. Toma posesión el 24 de octubre. Funda becas a favor del seminario. Edifica la casa llamada “Las Tacanas”. Funda la obra de los Padres Redentoristas.
- 1924: dicta un auto sobre las vocaciones. Cae gravemente enfermo.
- 1925: reorganiza la comisión de señoras para la ejecución de la iglesia de Villa 9 de Julio. Confirma la comisión de caballeros pro-templo, en cargados de la construcción de la capilla en honor a la Virgen en Reducción y lo mismo para la iglesia de Santa Rosa de Leales.
- 25 de mayo de 1925: se le ofrece el arzobispado de Bs.As., al que rehúsa alegando problemas de salud. Presenta su renuncia a la Santa Sede como obispo de Tucumán.
- 17 de diciembre de 1928: por medio de una Bula se lo desliga de Tucumán, siendo reemplazado por Monseñor Agustín Barrere y se lo instituye Obispo titular de Callinico (Sgo. del Estero).
- 29 de diciembre se lo nombra asistente al Solio Pontificio.
- 24 de enero de 1929 viaja a Roma y luego a Tierra Santa.
- 2 de mayo de 1930: se lo elige vicario capitular de Catamarca, cargo que declina.
- 6 de febrero de 1931: por decreto de Roma se lo nombra obispo auxiliar de Tucumán.
- 26 de abril de 1940: el cuerpo de consultores diocesanos lo elige vicario capitular de Santiago del Estero, cargo que desempeña hasta que asume el nuevo prelado.

## Fallecimiento
- 11 de junio de 1942: después de una grave enfermedad muere en Tucumán Monseñor Piedrabuena a la edad de 79 años. Su último deseo fue que sus restos descansaran en la Capilla de la Hermanas Esclavas del Corazón de Jesús, frente al altar de San José.

## Anécdotas
- Antes de los 10 años recitaba con preguntas, respuestas y oraciones el Catecismo de Santo Domingo de Mongrovejo. Por esa misma época aprendió a ayudar a Misa y servía de monaguillo en Santo Domingo, prefiriendo para ayudar el altar de la Virgen del Rosario.

- Vivía cerca de su casa un negro llamado Jesús que se ganaba la vida como zapatero. Allí sentado, en su mesa de trabajo, veía al niño pasar cada día con los libros bajo el brazo y solía saludarlo siempre con estas palabras: “Adiós mi obispito”. Todo un presagio de lo que le esperaba.

- Al ingresar al Seminario, Bernabé era el más pequeño de todos los seminaristas, tenía sólo 10 años. Pero el más pequeño era también el más querido por todos debido a su sencillez y piedad. Pronto se ganó el sobrenombre de “Piedrita”, con el que se lo llamaría en adelante.

- Excelente alumno, sobresalió ante todos por su sabiduría e inteligencia destacándose en latín y filosofía. Se cuenta que estando los seminaristas reunidos en la sala de estudios, se presentaban los profesores de estas materias y elegían a dos alumnos para que se evaluaran mutuamente. El ganador solía ocupar el primer lugar en el refectorio hasta que fuera vencido en otro certamen. Por largas jornadas Piedrita ocupaba ese lugar. A pasar de esto, nunca hubo recelos, envidia o sentimientos de hostilidad de sus compañeros, sino todo lo contrario.

- El rector del Seminario eligió a Piedrita como lector del mismo por su excelente dicción, cultura y espontaneidad. Pronto ganó fama de orador por saber captar la atención del público que lo oía.

- Se cuenta que estando de vacaciones en la finca del Rector junto con otros personajes de la sociedad jujeña, se encontraba una tarde narrando una historia, cuando el exgobernador Álvarez Prado vio que volvían de excursión el rector y otros seminaristas, a fin de que la narración no fuera interrumpida, lo levantó en brazos y se lo llevó junto con el auditorio a otro lugar para que terminara de contar su historia.

- Cuando estalló el cólera en Salta, a poco de ser ordenado sacerdote, Piedrabuena se instaló en el Seminario, convertido en lazareto, lugar de atención para enfermos y moribundos, junto con los necesitados para darles atención espiritual. Estando allí, logró que un joven tucumano que no quería los Sacramentos, se convirtiera y los recibiera. Este enfermo fue uno de los pocos que logró salir curado.

- Estando en Tucumán, al finalizar la reunión de la Asociación de Madres Cristianas, de la cual fue colaborador, dijo: “La madre cristiana tiene un papel fundamental en la vida de la familia y de la sociedad, tienen gran eficacia sus palabras, sus ruegos y sus lágrimas. Todos sus esfuerzos y sacrificios como madre y esposa, deben estar orientados a la educación cristiana de la niñez”.

- En su escudo de armas como obispo están representados el Sagrado Corazón de Jesús, la Santísima Virgen y San José. Ha agregado una piedra que recuerda su apellido. El lema elegido es: “Me debo a todos”, de la carta de San Pablo a los romanos.

- Al tomar posesión de la nueva Diócesis decía: “Toda la razón de nuestra confianza está en María; a ella volvemos nuestros ojos, bajo su protección maternal nos ponemos, pidiendo nos conduzca hasta el corazón de su Hijo Jesús”. Rezó lo siguiente: “Madre amorosa, en el regazo de mi madre aprendí a pronunciar tu nombre e invocarlo en mis necesidades; tu bondad me ha protegido durante la época agitada de mi juventud y en los días tan dulces como velozmente transcurridos de mi ministerio sacerdotal. Al sentir caer el óleo santo sobre mi cabeza, volví mis ojos a ti, pedí tu auxilio y me la has dispensado”.

- Al tomar posesión de la Diócesis de Tucumán su voz se hace oír dirigiéndose hacia las familias –como dice- fuente de las que manan las virtudes y los vicios que aseguran o comprometen el porvenir. Dirigiéndose a los padres, los exhorta: “Educad cristianamente a vuestros hijos, en caminándolos desde sus primero días hacia el que es el Camino, la Verdad y la Vida. Que crezcan alimentados por la religión. Mas este deber de trabajar incumbe a cuantos llevan el nombre de cristianos, todos deben se apóstoles celosos de hacer conocer y amar a Jesucristo. Que nadie se avergüence de su Fe y de confesarla”.

- En San Miguel de Tucumán (Argentina) un barrio lleva su nombre: Barrio Obispo Piedrabuena.